# Edmondo Passauro
Edmondo Passauro, né à Trieste le 17 mai 1893 et mort dans la même ville le 21 octobre 1969, est un peintre italien.

## Biographie
Edmondo Passauro fréquente l'Académie des beaux-arts de Munich et se perfectionne à Paris dans la technique de la gravure et de la peinture. Il réalise ses premiers graphismes à l'âge de 17 ans. Il réalise des aquarelles représentant des paysages, des animaux, surtout des oiseaux, des natures mortes et des portraits. 
Il dirige à Trieste une école de peinture jusqu'en 1930 date à laquelle il quitte la ville pour s'installer en Belgique.
Il participe à  des expositions importantes comme la Biennale de Venise (1920 et 1926), à Verviers, Bruxelles, Amsterdam, Milan, Bergame et Florence. Ses œuvres sont conservées au Musée Revoltella de Trieste à la Galerie des Offices de Florence et dans de nombreuses collections privées.
Après avoir séjourné également  à Milan, Bergame et en Allemagne, il rentre et meurt à Trieste le 21 octobre 1969.

## Œuvres
- Portrait du Roi Baudouin et Portrait de la Grande Duchesse du Luxembourg, pastel sur papier, 73,5 × 60 cm.
- Ritratto di bambina, huile sur tablette, 66 × 56 cm.
- Bellezza nella tempesta, huile sur carton,  39 × 29 cm.
- Ritratto maschile, huile sur panneau, 87 × 72 cm, 1928.
- Autoritratto, olio su tela, 1928.
- Meisje, pastel, 69 × 58 cm, 1950.
- Le clochard triste, huile sur panneau,  49 × 63 cm.
- Ragazzina, technique mixte,  63 × 48 cm, 1931.